# Sears Holdings Corporation

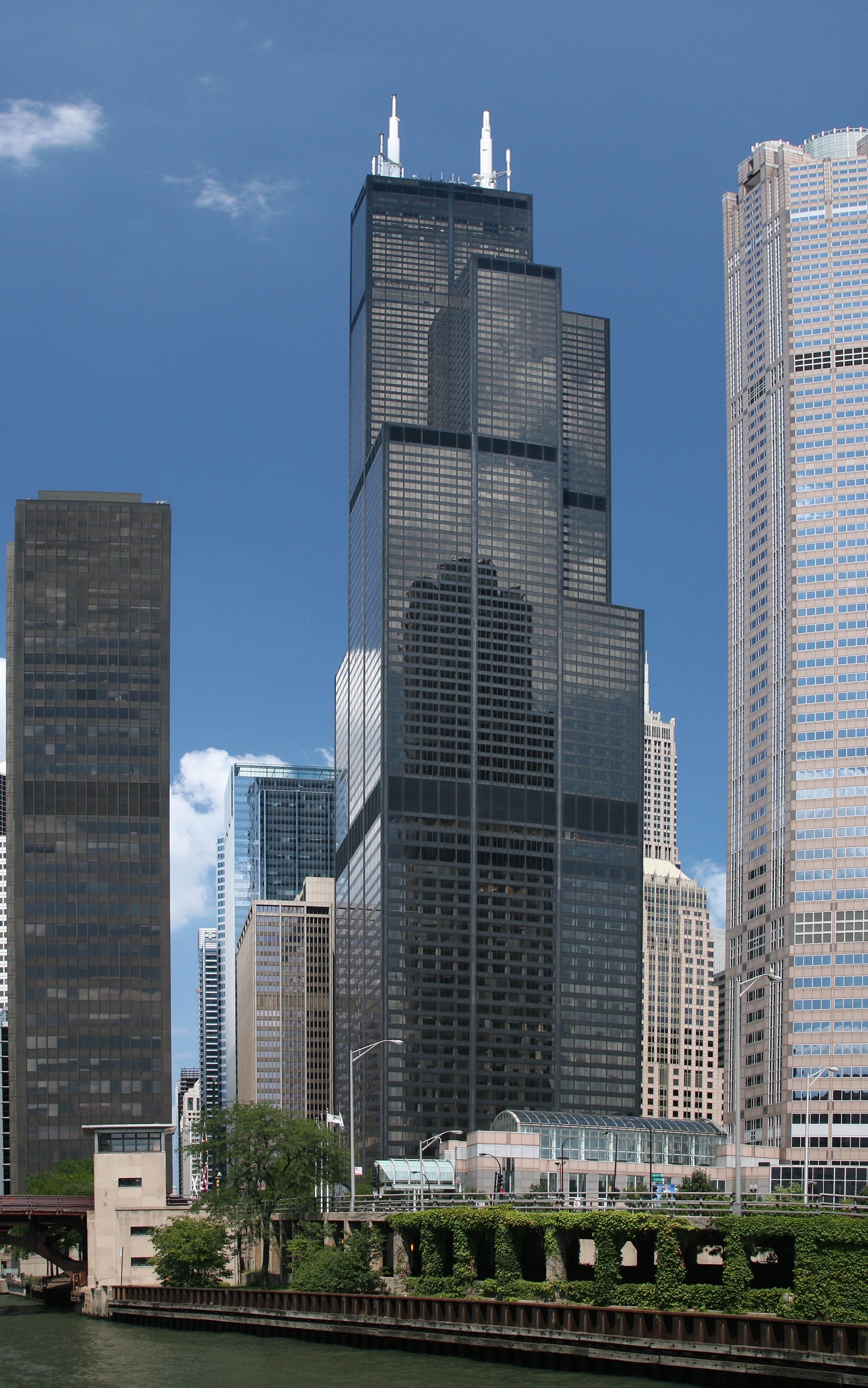
La torre de Sears Holdings Corporation, en Chicago, Illinois, Estados Unidos.

Sears Holdings Corporation es un holding estadounidense con sede central en Hoffman Estates, Illinois. Es el propietario de las marcas de las tiendas al por menor Sears y Kmart, y fue fundado después de que el último comprara el primero en 2005.